# Albinus van Angers

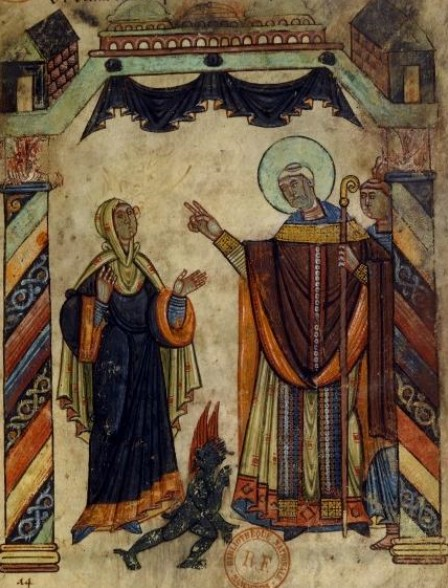
Sint-Albinus als exorcist

Albinus van Angers (Vannes,469 - Angers, 1 maart 550) (Frans: Saint-Aubin) was een rooms-katholiek bisschop.
Albinus werd geboren in Vannes en trad toe tot de abdij van Cincillav bij Angers. Op 35-jarige leeftijd werd hij abt van dit klooster en in 529 werd hij bisschop van Angers. Hij was een vertrouweling van koning Childebert I. 
Over hem doen een aantal legendes de ronde, waaronder wonderbaarlijke genezingen.
De feestdag van Albinus is 1 maart.
- Gemeinsame Normdatei: 1035517701
- International Standard Name Identifier: 0000 0000 6145 8403
- Library of Congress Control Number: nr89018094
- Nationale Bibliotheek van Israël: 987007291802605171
- Système universitaire de documentation: 193086530
- Virtual International Authority File: 17070771
- WorldCat: E39PBJpJhRCtkPwymGtGmkqhHC